# Верхнехавское сельское поселение
Верхнехавское сельское поселение — муниципальное образование в Верхнехавском районе Воронежской области.
Административный центр — село Верхняя Хава.

## Население
| 2000  | 2005  | 2010  | 2012  | 2013  | 2014  | 2015  | 2016  | 2017  |
| ----- | ----- | ----- | ----- | ----- | ----- | ----- | ----- | ----- |
| 9897  | ↘8614 | ↗8699 | ↗8733 | ↘8731 | ↘8660 | ↗8707 | ↘8627 | ↘8598 |
| 2018  | 2019  | 2020  | 2021  |       |       |       |       |       |
| ↘8517 | ↘8345 | ↘8191 | ↘7730 |       |       |       |       |       |

## Административное деление
В состав поселения входят:
- село Верхняя Хава,
- село Богословка,
- село Васильевка 1-я,
- деревня Мокруша,
- деревня Таловая,
- поселок Черняхи.